# Coppa Italia (hockey su ghiaccio)
La Coppa Italia è la coppa italiana di hockey su ghiaccio; dal 2016 viene disputata esclusivamente dalle squadre di seconda e terza divisione.

## Storia
La Coppa Italia di hockey su ghiaccio venne creata nella stagione 1972-1973, e venne disputata anche l'anno seguente. Entrambe le edizioni furono vinte dal Cortina, squadra di punta dell'epoca, ma poi intervenne una lunga pausa, tanto che la terza edizione della coppa si giocò solo nella stagione 1990-1991. Questa fu vinta dall'Asiago. La quarta edizione di Coppa Italia fu disputata sette anni dopo, nel 1997-1998, con vittoria finale del CourmAosta.
Nel 2000-2001 la federazione decise di fare della Coppa Italia un evento stabile. Da allora infatti viene giocata annualmente. Benché con alcune modifiche alla formula, la competizione, quando veniva disputata tra le squadre della serie A, è sempre stata sostanzialmente uno specchio fedele dei valori in campo, essendo stata vinta dalle società che si contendevano anche lo scudetto nei medesimi anni. Il ciclo dei Milano Vipers ha portato tre vittorie in quattro anni, dal 2003 al 2006, per poi lasciare spazio alle altoatesine: il Bolzano, anch'egli vincitore tre volte dal 2004 al 2009, il Renon, il Val Pusteria. Nel 2012, da segnalare il ritorno alla vittoria del Cortina dopo 38 anni, grazie alla vittoria sul Bolzano ai rigori. L'edizione successiva ha visto il successo del Valpellice, che conquista il primo trofeo della sua storia, mentre l'anno seguente ha visto nuovamente la vittoria di una squadra altoatesina, il Ritten-Renon, capace di superare un'altra compagine sudtirolese, il Val Pusteria, per 4-3 ai rigori.
In passato, ossia negli anni in cui c'era la possibilità di schierare due squadre per ogni Nazione, la vittoria della coppa Italia, al pari della vittoria del campionato, dava la qualificazione alla Continental Cup.
Dalla stagione 2016/17, a seguito della fondazione della Alps Hockey League (con simultanea disputa della serie A tra le squadre italiane iscritte a questo torneo), la Federazione, per placare gli animi, decise di far disputare la coppa Italia esclusivamente alle compagini iscritte in serie B (poi ribattezzata Italian Hockey League), che avevano protestato contro la decisione di assegnare lo scudetto tra team che si erano iscritti a un campionato sovranazionale. Dalla stagione 2022-2023 la disputa della coppa è stata allargata anche alle migliori squadre di terza serie, l'Italian Hockey League - Division I, ma solo per due stagioni.

## Formula
La formula è variata spesso negli anni. In linea di massima, fino al 2006, la formula era la seguente, mutuata da altri sport quali il basket: le prime quattro squadre classificate al termine del girone di andata (o del primo girone di andata e ritorno, quando ne siano previsti due) del campionato di Serie A avevano accesso ad una final four che si teneva perlopiù nel mese di dicembre.
Dalla stagione 2006-2007, il torneo è stato rivoluzionato: non più un mini torneo, ma una competizione lunga tutta la stagione e che coinvolge tutte le squadre di Serie A e Serie A2.
Nel 2010 si è tornato ad un torneo che coinvolge solamente quattro squadre, le prime tre della Serie A e la prima della Serie A2 al termine del primo girone di andata e ritorno. Nelle edizioni 2011-2012 e 2012-2013, invece, alla final-four di Coppa Italia hanno preso parte le sole prime 4 classificate al termine del primo girone di andata e ritorno di Serie A.
Nell'edizione 2013-2014 vennero introdotti i quarti di finale (disputati tra le prime squadre classificate nel primo girone di andata della regular season) per determinare tre delle quattro squadre della Elite.A partecipanti alla final four, ospitata dal Ritten-Renon che perciò fu qualificato di diritto.
Dalla stagione successiva la formula variò ancora, mantenendo la final four ma con l'introduzione dei draft e di un turno di qualificazione e con nessuna squadra che si qualificò quindi direttamente alla finale.

## Albo d'oro

### Cronistoria
- 1972-1973:  Cortina
- 1973-1974:  Cortina
- 1990-1991:  Asiago
- 1997-1998:  CourmAosta
- 2000-2001:  Asiago
- 2001-2002:  Asiago
- 2002-2003:  Milano Vipers
- 2003-2004:  Bolzano
- 2004-2005:  Milano Vipers
- 2005-2006:  Milano Vipers

- 2006-2007:  Bolzano
- 2007-2008:  Pontebba
- 2008-2009:  Bolzano
- 2009-2010:  Ritten-Renon
- 2010-2011:  Val Pusteria
- 2011-2012:  Cortina
- 2012-2013:  Valpellice
- 2013-2014:  Ritten-Renon
- 2014-2015:  Ritten-Renon
- 2015-2016:  Valpellice

- 2016-2017:  Milano Rossoblu
- 2017-2018:  Milano Rossoblu
- 2018-2019:  Kaltern-Caldaro
- 2019-2020:  Merano
- 2020-2021:  Unterland Cavaliers
- 2021-2022:  Unterland Cavaliers
- 2022-2023:  Varese
- 2023-2024:  Pergine
- 2024-2025:  Feltreghiaccio

### Titoli per squadra
In corsivo le vittorie dal 2016 ad oggi, ovvero da quando la Coppa Italia è disputata esclusivamente tra le squadre di seconda e terza divisione.
| Squadra             | Titoli | Stagioni                        |
| ------------------- | ------ | ------------------------------- |
| Asiago              | 3      | 1990-1991, 2000-2001, 2001-2002 |
| Cortina             | 3      | 1972-1973, 1973-1974, 2011-2012 |
| Milano Vipers       | 3      | 2002-2003, 2004-2005, 2005-2006 |
| Bolzano             | 3      | 2003-2004, 2006-2007, 2008-2009 |
| Ritten-Renon        | 3      | 2009-2010, 2013-2014, 2014-2015 |
| Valpellice          | 2      | 2012-2013, 2015-2016            |
| Milano Rossoblu     | 2      | 2016-2017, 2017-2018            |
| Unterland Cavaliers | 2      | 2020-2021, 2021-2022            |
| CourmAosta          | 1      | 1997-1998                       |
| Pontebba            | 1      | 2007-2008                       |
| Val Pusteria        | 1      | 2010-2011                       |
| Kaltern-Caldaro     | 1      | 2018-2019                       |
| Merano              | 1      | 2019-2020                       |
| Varese              | 1      | 2022-2023                       |
| Pergine             | 1      | 2023-2024                       |
| Feltreghiaccio      | 1      | 2024-2025                       |